# Alabárd

Alabárdok Bártfa címerében

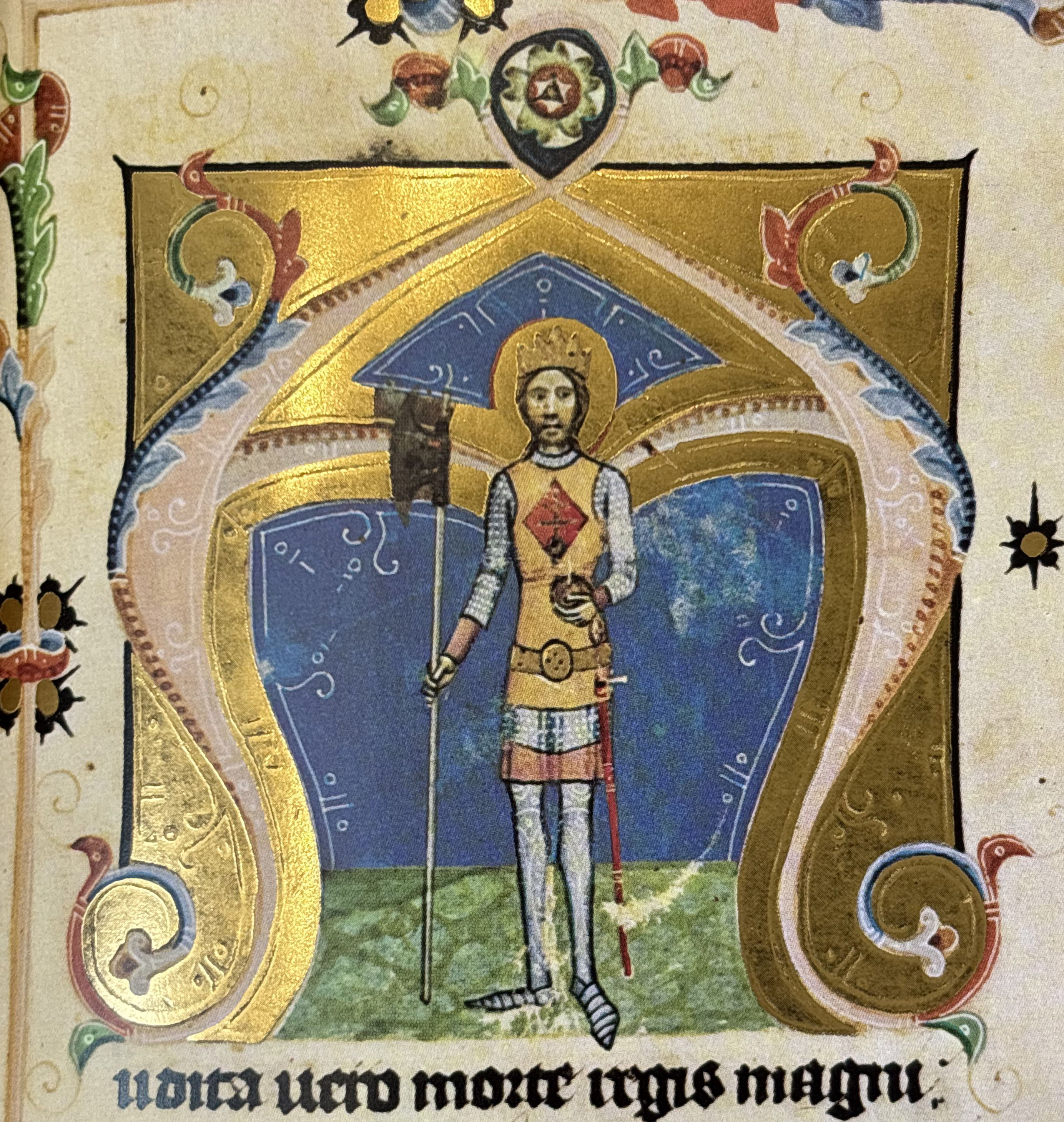
Szent László király alabárddal a Képes krónikában

Névváltozatok: istrázsabot, szentölt alabárd (Madar 55.)
1560 k.: "Cassiodolabrum: alabard kywel az lanch kenezók. Jarnak" [GyörgySzt. 4045.] (TESz I. 123.)
de: Hellebarde, Hellparte, Frankise, en: halberd, fr: hallebarde, it: alabarda

Rövidítések:
Az alabárd szekerceszerű, régi paraszti gyalogos vágó-ütő-döfő rúdfegyver. A címertanban a címerképek közé tartozó heraldikai jelkép. 
A 14. században egyesítették a lándzsa és a bárd előnyös tulajdonságait. Így jött létre az alabárd. Svájcban alakult ki a lovagi harcmodorral szemben. Hegyes nyársrészével szúrni lehetett, a hosszú nyél végére erősített bárddal keresztül lehetett vágni a lovagi sisakot vagy vértet, az ellentétes oldalon levő kampóval pedig ki lehetett rántani a lovagot a nyeregből. 
Magyarországon a 15. században jelent meg, de a 16. századig csak a városi és udvari darabontok, valamint az idegen zsoldosok használták. Alabárdosok szolgáltak a magyar királyi városok őrségében, pl. Lőcsén is. Az éjjeli őrök szolgálatát minden faluban két bakter és két istrázsa látta el. Az este szolgáló istrázsa már reggel megkapta az istrázsabotot, majd éjfélkor átadta a szomszédjának, aki reggel a következő házhoz vitte. Az ármás (a. m. "fegyveres") a népnyelvben községi szolgát, kisbírót, más értelemben éjjeliőrt, baktert jelentett.
A 17. század után az alabárd már csak a testőrségnél használt díszfegyver és tiszti jelvény volt. Lengyelországban a szponton a középkorban csúccsal és fejszeéllel ellátott fegyver, a 18. században azonban már csak a tiszti és altiszti rang jelképe volt. 
Az alabárd egyik változata a vibárd. Ez volt a díszfegyvere 1871-1945 között, majd az 1991-ben újraalapított Koronaőrség koronaőreinek. Díszítésként a Szent Korona ékíti. 
A német Partisane a palotaőrző drabantok fegyvere volt, mely hasonlít az alabárdra. Címerképként ritkán fordul elő és a címerleírásban gyakran tévesztik össze az alabárddal.

## Kapcsolódó szócikk
- Bárd (heraldika)